# Poiseux
Poiseux – miejscowość i gmina we Francji, w regionie Burgundia-Franche-Comté, w departamencie Nièvre.
Według danych na rok 1990 gminę zamieszkiwały 324 osoby, a gęstość zaludnienia wynosiła 11 osób/km² (wśród 2044 gmin Burgundii Poiseux plasuje się na 593. miejscu pod względem liczby ludności, natomiast pod względem powierzchni na miejscu 188.).